# Chip Hooper
Pour les articles homonymes, voir Hooper.
Chip Hooper, né le 24 octobre 1958 à Washington, D.C., est un ancien joueur de tennis américain.
Le 19 avril 1982 il a atteint son meilleur classement mondial : 17e.
Il fut surtout performant en double (il a gagné 5 titres durant sa carrière professionnelle).

## Palmarès

### Finales en simple messieurs
| No | Date       | Nom et lieu du tournoi           | Catégorie  | Dotation | Surface    | Vainqueur    | Score              |  |
| -- | ---------- | -------------------------------- | ---------- | -------- | ---------- | ------------ | ------------------ |  |
| 1  | 07-03-1983 | Open de Lorraine, Nancy          |            | 75 000 $ | Dur (int.) | Nick Saviano | 6-4, 4-6, 6-3      |  |
| 2  | 09-01-1984 | Benson and Hedges Open, Auckland | Grand Prix | 75 000 $ | Dur (ext.) | Danny Saltz  | 4-6, 6-3, 6-3, 6-4 |  |

### Titres en double messieurs
| No | Date       | Nom et lieu du tournoi                       | Catégorie           | Dotation  | Surface      | Partenaire     | Finalistes                        | Score         |  |
| -- | ---------- | -------------------------------------------- | ------------------- | --------- | ------------ | -------------- | --------------------------------- | ------------- |  |
| 1  | 17-05-1982 | BMW Open Munich                              |                     | 75 000 $  | Terre (ext.) | Mel Purcell    | Tian Viljoen Danie Visser         | 6-4, 7-6      |  |
| 2  | 07-05-1984 | Tournoi de tennis de Florence Florence       |                     | 75 000 $  | Terre (ext.) | Mark Dickson   | Bernard Mitton Butch Walts        | 7-6, 4-6, 7-5 |  |
| 3  | 31-03-1986 | Tournoi de tennis de Cologne Cologne         |                     | 100 000 $ | Dur (int.)   | Kelly Evernden | Jan Gunnarsson Peter Lundgren     | 6-4, 6-7, 6-3 |  |
| 4  | 11-08-1986 | Player's International Canadian Open Toronto | Championship Series | 300 000 $ | Dur (ext.)   | Mike Leach     | Boris Becker Slobodan Živojinović | 6-4, 5-7, 6-2 |  |
| 5  | 24-11-1986 | Tournoi de tennis d'Itaparica Itaparica      |                     | 125 000 $ | Dur (ext.)   | Mike Leach     | Loïc Courteau Guy Forget          | 7-5, 6-3      |  |

### Finales en double messieurs
| No | Date       | Nom et lieu du tournoi                               | Catégorie  | Dotation  | Surface         | Vainqueurs                        | Partenaire   | Score         |          |
| -- | ---------- | ---------------------------------------------------- | ---------- | --------- | --------------- | --------------------------------- | ------------ | ------------- | -------- |
| 1  | 09-01-1984 | Benson and Hedges Open Auckland                      | Grand Prix | 75 000 $  | Dur (ext.)      | Brian Levine John Van Nostrand    | Brad Drewett | 7-5, 6-2      |          |
| 2  | 17-11-1986 | WCT-Houston Shootout Houston                         |            | 220 000 $ | Moquette (int.) | Ricardo Acuña Brad Pearce         | Mike Leach   | 6-4, 7-5      |          |
| 3  | 16-03-1987 | ABN World Tennis Tournament Rotterdam                |            | 250 000 $ | Moquette (int.) | Stefan Edberg Anders Järryd       | Mike Leach   | 3-6, 6-3, 6-4 |          |
| 4  | 23-03-1987 | Belgian Indoor Championship Bruxelles                |            | 250 000 $ | Moquette (int.) | Boris Becker Slobodan Živojinović | Mike Leach   | 7-6, 7-6      | Parcours |
| 5  | 06-07-1987 | Volvo Hall of Fame Tennis Championships Newport (RI) |            | 100 000 $ | Gazon (ext.)    | Dan Goldie Larry Scott            | Mike Leach   | 1-6, 6-3, 7-5 |          |